# El mejor mozo de España
El mejor mozo de España es una obra de teatro en dos actos escrita por Alfonso Paso y estrenada en 1962.

## Argumento
La obra recrea la vida del dramaturgo español del siglo XVII Félix Lope de Vega y Carpio, al que representa como hombre de talento, mujeriego y defensor de su libertad frente a la censura de la época.

## Estreno
- Teatro Alcázar, de Madrid, el 12 de octubre de 1962. 
  - Dirección: Cayetano Luca de Tena.
  - Decorados: Emilio Burgos.
  - Intérpretes: Carlos Lemos (Lope de Vega), Carmen Bernardos (sustituida luego por Irene Gutiérrez Caba).

## Versión para televisión
En el espacio Estudio 1, de TVE, el 16 de abril de 1970.
- Realización: Alfredo Castellón.
- Intérpretes: Fernando Guillén (Lope de Vega), Lola Cardona, Conchita Núñez, Lola Losada, Manuel Tejada, Álvaro de Luna, Ramón Corroto, Vicente Haro, Joaquín Pamplona.